# Aron Čihanover
Aron Čihanover (hebr. אהרן צ'חנובר; Hajfa, 1. oktobar 1947) izraelski je biolog, koji je nagrađen Nobelovom nagradom za hemiju za karakterisanje metoda koji ćelije koriste da degradiraju i recikliraju proteine koristeći ubikvitin.

## Publikacije
- Ciechanover, A., Hod, Y. and Hershko, A. (1978).  A Heat-stable Polypeptide Component of an ATP-dependent Proteolytic System from Reticulocytes.  Biochem. Biophys. Res. Commun. 81, 1100–1105.
- Ciechanover, A., Heller, H., Elias, S., Haas, A.L. and Hershko, A. (1980).  ATP-dependent Conjugation of Reticulocyte Proteins with the Polypeptide Required for Protein Degradation.  Proc. Natl. Acad. Sci. USA 77, 1365–1368.
- Hershko, A. and Ciechanover, A. (1982).  Mechanisms of intracellular protein breakdown. Annu. Rev. Biochem. 51, 335–364.